# 秀启南丰第
秀启南丰第，位于江西省抚州市金溪县琉璃乡东源曾家村，是典型的官厅建筑，前后三进，以天井连接，封火山墙。月梁、门窗、格栅均有精美木雕。
2018年3月9日，秀启南丰第公布为第六批江西省文物保护单位，编号6-3-045。